# The Song Remains the Same (Led Zeppelin-låt)
The Song Remains The Same, är en låt skriven av Jimmy Page och Robert Plant, framförd av Led Zeppelin på albumet Houses of the Holy släppt 1973. 
Låten var ursprungligen instrumental och fick arbetsnamnet "The Overture" innan Plant lade text till den, varefter den tillfälligt kom att kallas "The Campaign" tills bandet fastnade för titeln "The Song Remains the Same".